# Rubkona
Rubkona – miasto w Sudanie Południowym w stanie Północne Liech. Liczy 11 723 mieszkańców.